# Polhuacxil
Polhuacxil är en ort i Mexiko.   Den ligger i kommunen Tzucacab och delstaten Yucatán, i den östra delen av landet, 1 100 km öster om huvudstaden Mexico City. Polhuacxil ligger 53 meter över havet och antalet invånare är 125.
Terrängen runt Polhuacxil är platt, och sluttar österut. Runt Polhuacxil är det mycket glesbefolkat, med 5 invånare per kvadratkilometer. Närmaste större samhälle är Saczuquil, 12,5 km söder om Polhuacxil. Omgivningarna runt Polhuacxil är en mosaik av jordbruksmark och naturlig växtlighet.